# Élection présidentielle islandaise de 1956

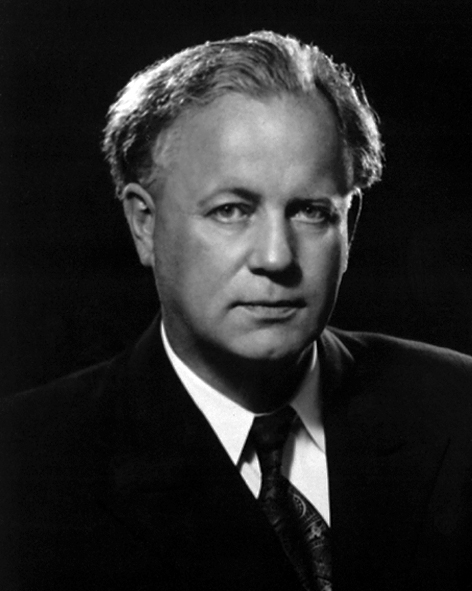
Ásgeir Ásgeirsson, élu sans opposant en 1956.

Une élection présidentielle devait avoir lieu en 1956 en Islande. Néanmoins, face à l'absence d'opposants, le Président élu en 1952, Ásgeir Ásgeirsson, a été reconduit sans élection.